# Ježni Vrh
Ježni Vrh este o localitate din comuna Šmartno pri Litiji, Slovenia, cu o populație de 21 de locuitori.